# Dobrowolne poddanie się odpowiedzialności
Dobrowolne poddanie się odpowiedzialności – jeden z podstawowych środków degresji karania, jako szczególna forma zaniechania ukarania sprawcy przestępstwa skarbowego lub wykroczenia skarbowego. Instytucja ta znajduje swoje regulacje w części materialnej Kodeksu karnego skarbowego w art. 17 – 18, jak również w części procesowej w art. 142 – 149. Jej celem jest usprawnienie i przyspieszenie postępowania przygotowawczego, jak i sądowego. W praktyce większość spraw karnych skarbowych kończy się właśnie poprzez dobrowolne poddanie się odpowiedzialności sprawcy.

## Przesłanki dobrowolnego poddania się odpowiedzialności w prawie karnym skarbowym
Okoliczności zezwalające na zastosowanie tejże instytucji dzielimy na przesłanki pozytywne i przesłanki negatywne.
Przesłanki pozytywne – możliwość udzielenia przez sąd zezwolenia na dobrowolne poddanie się odpowiedzialności w prawie karnym skarbowym jest uzależniona od kumulatywnego spełnienia następujących przesłanek (art. 17 § 1 k.ks.):
1) Wina sprawcy i okoliczności popełnienia przestępstwa skarbowego lub wykroczenia skarbowego nie budzą wątpliwości;
2) Uiszczono w całości wymagalną należność publicznoprawną, jeżeli w związku z przestępstwem skarbowym lub wykroczeniem skarbowym nastąpiło uszczuplenie tej należności;
3) Sprawca wyraził zgodę na przepadek przedmiotów co najmniej w takim zakresie, w jakim ten przepadek jest obowiązkowy, a w razie niemożności złożenia tych przedmiotów – uiścił ich równowartość pieniężną; przepisy art. 16 § 2 zdanie trzecie oraz art. 31 § 3 pkt 2 stosuje się odpowiednio;
4) Uiszczono co najmniej zryczałtowaną równowartość kosztów postępowania.
Oprócz spełnienia powyższych przesłanek ustawodawca, w katalogu zamkniętym, wylicza przyczyny niedopuszczalności zastosowania wobec sprawcy przestępstwa skarbowego lub wykroczenia skarbowego instytucji dobrowolnego poddania się odpowiedzialności.
Przesłanki negatywne – wystąpienie chociażby jednej z poniższych przesłanek udaremnia możliwość dobrowolnego poddania się odpowiedzialności (art. 17 § 2 k.k.s):
1) przestępstwo skarbowe zagrożone jest karą ograniczenia wolności albo karą pozbawienia wolności;
2) przestępstwo skarbowe zagrożone tylko karą grzywny popełniono w warunkach określonych w art. 37 § 1 art. 38 § 2;
3) zgłoszono interwencję co do przedmiotu podlegającego przepadkowi, chyba że zostanie ona cofnięta przez interwenienta do czasu wniesienia aktu oskarżenia do sądu.

## Elementy wniosku o zezwolenie na dobrowolne poddanie się odpowiedzialności (art. 145 § 2 k.k.s.)
Wniosek finansowego organu postępowania przygotowawczego powinien zawierać:
1) imię i nazwisko sprawcy oraz inne dane określające jego tożsamość;
2) dokładne określenie czynu zarzucanego sprawcy ze wskazaniem czasu, miejsca, sposobu i okoliczności jego popełnienia, a zwłaszcza wysokości uszczuplonej lub narażonej na uszczuplenie należności publicznoprawnej;
3) wskazanie przepisów kodeksu, pod które zarzucany czyn podpada;
4) dokładne określenie wykonanych przez sprawcę obowiązków, o których mowa w art. 143 § 1–3;
5) wskazanie sądu właściwego do udzielenia zezwolenia na dobrowolne poddanie się odpowiedzialności.

## Przebieg procedury dobrowolnego poddania się odpowiedzialności karnej skarbowej
W postępowaniu prowadzonym przez finansowy organ postępowania przygotowawczego, zanim wniesiono akt oskarżenia, sprawca przestępstwa skarbowego lub wykroczenia skarbowego może zgłosić wniosek o zezwolenie na dobrowolne poddanie się odpowiedzialności, o czym finansowy organ postępowania przygotowawczego jest obowiązany pouczyć sprawcę (art. 142 k.k.s.).
Ażeby uzyskać zezwolenie na dobrowolne poddanie się odpowiedzialności, sprawca przestępstwa skarbowego lub wykroczenia skarbowego musi przebrnąć przez dwa etapy:
Etap negocjacji – pierwszy etap w procedurze ubiegania się o zezwolenie na dobrowolne poddanie się odpowiedzialności. Sprawca przestępstwa skarbowego lub wykroczenia skarbowego składa wniosek o udzielenie zezwolenia na dobrowolne poddanie się odpowiedzialności. Etap negocjacji przeprowadzany jest przez finansowy organ postępowania przygotowawczego, który bada, czy sprawca spełnił wszystkie przesłanki pozytywne oraz czy nie zaistniała żadna z przesłanek negatywnych. Faza negocjacji może zakończyć się na dwa sposoby:
– finansowy organ postępowania przygotowawczego wnosi akt oskarżenia do sądu – sytuacja, kiedy nie spełniono pozytywnych przesłanek bądź zaistniała przesłanka negatywna, uniemożliwiająca zastosowanie tej instytucji;
– finansowy organ postępowania przygotowawczego, zamiast aktu oskarżenia, niezwłocznie wnosi do sądu rejonowego wniosek o udzielenie zezwolenia na dobrowolne poddanie się odpowiedzialności – sytuacja kumulatywnego spełnienia przesłanek pozytywnych oraz braku zaistnienia żadnej z przesłanek negatywnych.
Istotny jest fakt, iż etap ten zawiera pewne ograniczenie czasowe – wniosek o udzielenie zezwolenia na dobrowolne poddanie się odpowiedzialności musi zostać złożony, zanim wniesiono akt oskarżenia do sądu.
Odmowa finansowego organu przygotowawczego – na postanowienie odmawiające wniesienia wniosku o udzielenie zezwolenia na dobrowolne poddanie się odpowiedzialności przysługuje zażalenie do organu nadrzędnego nad finansowym organem postępowania przygotowawczego, o czym należy sprawcę pouczyć (art. 147 k.k.s.).
Etap wyrokowania – w kwestii udzielenia zezwolenia na dobrowolne poddanie się odpowiedzialności sąd orzeka niezwłocznie na posiedzeniu (art. 148 § 1 k.k.s). Faza ta może przebiegać w dwóch wariantach:
– sąd, udzielając zezwolenia na dobrowolne poddanie się odpowiedzialności, orzeka wyrokiem.
– sąd, zwracając sprawę finansowemu organowi postępowania przygotowawczego w związku z nieuwzględnieniem wniosku, wydaje postanowienie.
Zaskarżenie wyroku (art. 149. § 1 k.k.s)
W razie zaskarżenia wyroku o zezwoleniu na dobrowolne poddanie się odpowiedzialności ulega on uchyleniu lub zmianie w postępowaniu odwoławczym, ale tylko wtedy, gdy sąd orzekł:
1) tytułem kary grzywny kwotę inną niż uiszczona przez sprawcę;
2) przepadek przedmiotów lub uiszczenie ich równowartości pieniężnej w zakresie nieobjętym zgodą sprawcy.

## Charakter wyroku zezwalającego na dobrowolne poddanie się odpowiedzialności karnej skarbowej
Rodzaje wyroków w postępowaniu karnym i karnym skarbowym – w procesie wyrokowania w sprawach karnym i karnych skarbowych spotykamy się z następującymi wyrokami: skazującym, uniewinniającym, warunkowo umarzającym postępowanie oraz z orzeczeniami: bezwarunkowo umarzającym postępowanie z powodu okoliczności wyłączającej ukaranie sprawcy oraz o udzieleniu zezwolenia na dobrowolne poddanie się odpowiedzialności.
Wyrok udzielający zezwolenia na dobrowolne poddanie się odpowiedzialności – nie ma charakteru ani skazującego, ani uniewinniającego. Należy przyjąć, że ze względu na umiejscowienie instytucji dobrowolnego poddania się odpowiedzialności karnej w rozdziale zatytułowanym „zaniechanie ukarania sprawcy”, nie można utożsamiać jego charakteru z wyrokiem skazującym. Jest to odrębny od wymienionych powyżej rodzaj orzeczenia, pociągający za sobą wielorakie konsekwencje.

## Formalne skutki orzeczenia o udzieleniu zezwolenia na dobrowolne poddanie się odpowiedzialności
Wyrok zezwalający na dobrowolne poddanie się odpowiedzialności jest istotnie korzystny dla sprawcy przestępstwa skarbowego lub wykroczenia skarbowego, z uwagi na następujące okoliczności:
– zgodnie z art. 18 § 2 k.k.s, prawomocny wyrok o zezwoleniu na dobrowolne poddanie się odpowiedzialności nie podlega wpisowi do Krajowego Rejestru Karnego,
– zgodnie z art. 18 § 3 k.k.s., uiszczenie określonej kwoty tytułem kary grzywny za przestępstwo skarbowe w drodze dobrowolnego poddania się odpowiedzialności nie stanowi przesłanki recydywy skarbowej określonej w art. 37 § 1 pkt 4.

## Praktyczne korzyści dobrowolnego poddania się odpowiedzialności karnej
Zgodnie z powyższym, sprawca przestępstwa skarbowego lub wykroczenia skarbowego, wobec którego sąd zezwolił na dobrowolne poddanie się odpowiedzialności, odnosi następujące korzyści:
– zachowuje status osoby niekaranej, co skutkuje chociażby możliwością udziału w postępowaniu o uzyskanie zamówienia publicznego, a także fakt niezwiązania sądów administracyjnych i cywilnych prawomocnym wyrokiem zezwalającym na dobrowolne poddanie się odpowiedzialności,
– popełniając kolejne przestępstwo skarbowe, fakt uprzedniego uzyskania zezwolenia na dobrowolne poddanie się odpowiedzialności, nie stanowi przesłanki recydywy skarbowej, zatem sprawca unika nadzwyczajnego obostrzenia kary.